# Юліуш Коссак
Юлій Коссак, або Юліан Фортунат Коссак (пол. Juliusz Fortunat Kossak, 29 жовтня/15 грудня 1824 — 3 лютого 1899) — відомий український і польський художник-баталист.

## Життєпис
Народився в сім'ї судді Михайла Коссака та його дружини Антоніни із Соболевських у селі Новий Вишнич Королівства Галичини й Володимирії в АвстроУгорщині на етнографічних українських землях (нині Бохенського повіту Малопольського воєводства у Польщі). Батько, за одними даними, був власником маєтку в селі Княгиничі (нині на Мостищинині), за іншими — дідича села Княгинина (нині у складі Івано-Франківська).
Родина Коссаків гербу Кос мала українське шляхетське походження, як і матері з дому Соболевських.
Gdy pani konsyljaszowa Michałowa Kossakowa wybrała się z własnej wioski Kniahinin nad Sanom w podróż do Krakowa, znajdowała się w dziewiątym miesiącu ciąży. W drodze uczuła bóle porodowe, przystanęła przeto w najblizszem miasteczku Wiśniczu i dn. 15. grudnia 1824 r. urodziła duzego i zdrowego chłopca. Wróciła potem pospiesznie do domu, aby czemprędzej ochrzcić syna w sąsiedniej unickiej cerkwi. "Nadaję ci imię Juljuza" — powiedział do krzyczącego malca po rusku grecko-katolicki paroch. Chłopiec pochodił z rodziny, która Rusinów uważała za odmianę Polaków i nie robiła różnicy między wyznaniem rzymskiem a greckiem. Dlatego, od najmłodszych lat, Juliusz umiał jednakowo dobrze mówić po polsku i po ukraińsku.
Навчався в гімназії при Бучацькому монастирі отців Василіян, де викладав, а пізніше керував його дядько о. Еміліян Коссак. За наполяганням матері, закінчив студії правничого факультету Львівського університету. Малюванню вчився в уродженця Хоросткова Яна Машковського. Пізніше на його формування як майстра мав вплив Пйотр Міхаловскі, якого Ю. Коссак відвідував кілька разів у Болестрашичах.
Один з біоґрафів Ю. Коссака, п. Александep Піскор, у "Вядомосьцях Літерацкіх" з 1936 року ч. 16 на стор. 6. і 7. подає дуже цікаві відомости з біоґрафії мистця у статті під наголовком "Les bons vieux temps 1845"пише що "Ю.Коссак знаменито говорив по українськи та що він у 1843. році брав участь разом з Дзедушицьким у відомому славянському зїзді у Празі, де вони здеклярувались як русини."
Мав легку вдачу, його залюбки запрошували до себе у гості. Зокрема, якийсь час гостював у резиденції Леона Жевуського в Підгірцях у середині 1840-х років. Кілька років проживав у маєтку відомого балаґули Юліяна Дідушицького в с. Ярчівці (тепер Зборівського району Тернопільської области); створив чимало графічних малюнків, зарисовок, акварельних картин.
Вперше прибув до Варшави на початку 1840-х як «незвичайний талант». У березні 1848 році записався до гвардії народової у Львові, в травні був у Празі на Всеслов'янському Конгресі, де разом з Дідушицьким декларував себе русином:
:
...zreformował się komitet Rusinów, Polaków, m.in. i mnie jako Rusina z dida pradida wybrano do deputacji mającej jechać do Wiednia...
В листопаді того ж року на львівських барикадах. У 1850—1852 р. поперемінно перебував у Львові, Варшаві, у 1852 р. — у Відні та в Угорщині, пізніше кілька місяців працював у Санкт-Петербурзі, куди його забрав з Білої Церкви Владислав Браніцкі.
Був президентом Кола мистецько-літературного в Кракові.
Подорожував Тернопільщиною (від Збаража до Чорткова, Коропця); написав картини «Подільське село в неділю», «Подільський лірник» (обидві 1868 року), «Полювання» (1885 рік), «Череда на Поділлі» (1886 рік) та інші.
Проілюстрував малюнками етнографічний нарис польського історика Владислава Завадського «Картини Червоної Русі» (1869 рік), фольклорний збірник Якова Головацького «Народні пісні Галицької й Угорської Русі» (1878 рік).
Автор бататьох портретів, картин на історичну, військову тематику (зокрема, «Битва під Остроленкою», 1831 року.) 1892 року дідич Золотого Потоку Влодзімеж Гіполіт Ґнєвош з братом Станіславом замовив у нього та Фалата 8 полотен з історії роду, 4 з яких перебували в родовому палаці Золотого Потоку, інші 4 до Варшавського повстання 1944 року, власником яких був нащадок Влодзімеж Міхал (†1944), перебували в кам'яниці на вулиці Вспульній, 39 у Варшаві.
Перебував у Палаці Санґушків у Славуті.

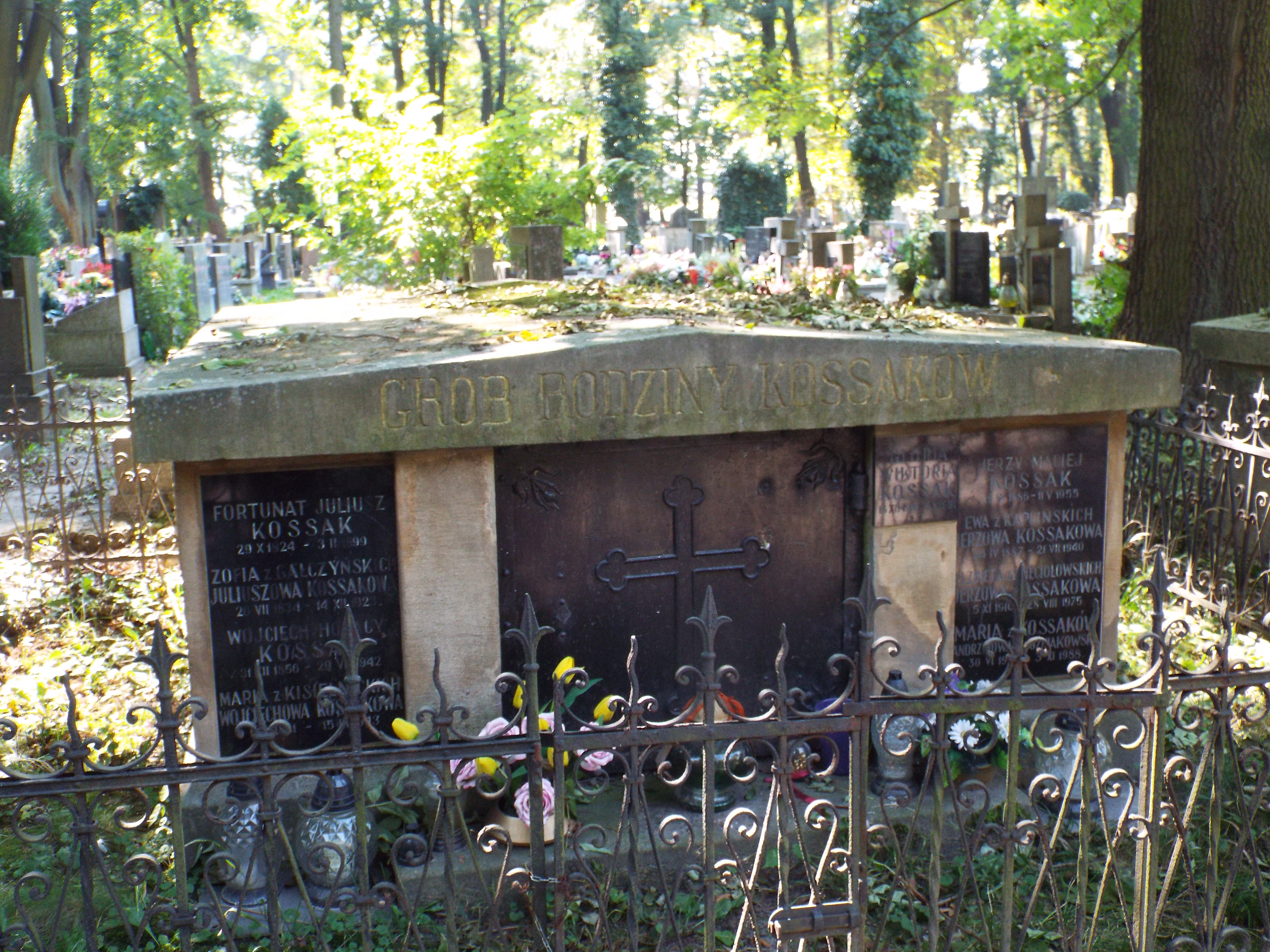
Поховання Юліуша Коссака. Раковицький цвинтар, Краків. Фото 2021 р.

Помер у Кракові, похований на Раковицькому цвинтарі міста. Поховання в родинному гробівці — поле XIIB, ряд płn, місце: po lewej Wędrychowskich, 50.074756°, 19,951170° [Архівовано 24 вересня 2021 у Wayback Machine.].

### Сім'я
Мав 5 дітей:
- Войцех Горацій — художник-баталіст[19];
- Тадеуш — цікавився сільським господарством (рільник);
- Стефан (1858—1924) — банківський службовець;
- Зофія Казімєжова Романьска (1861—1946) — рисувальниця;
- Ядвіґа Зиґмунтова Унружина (1865—1917).[14]

## Картини

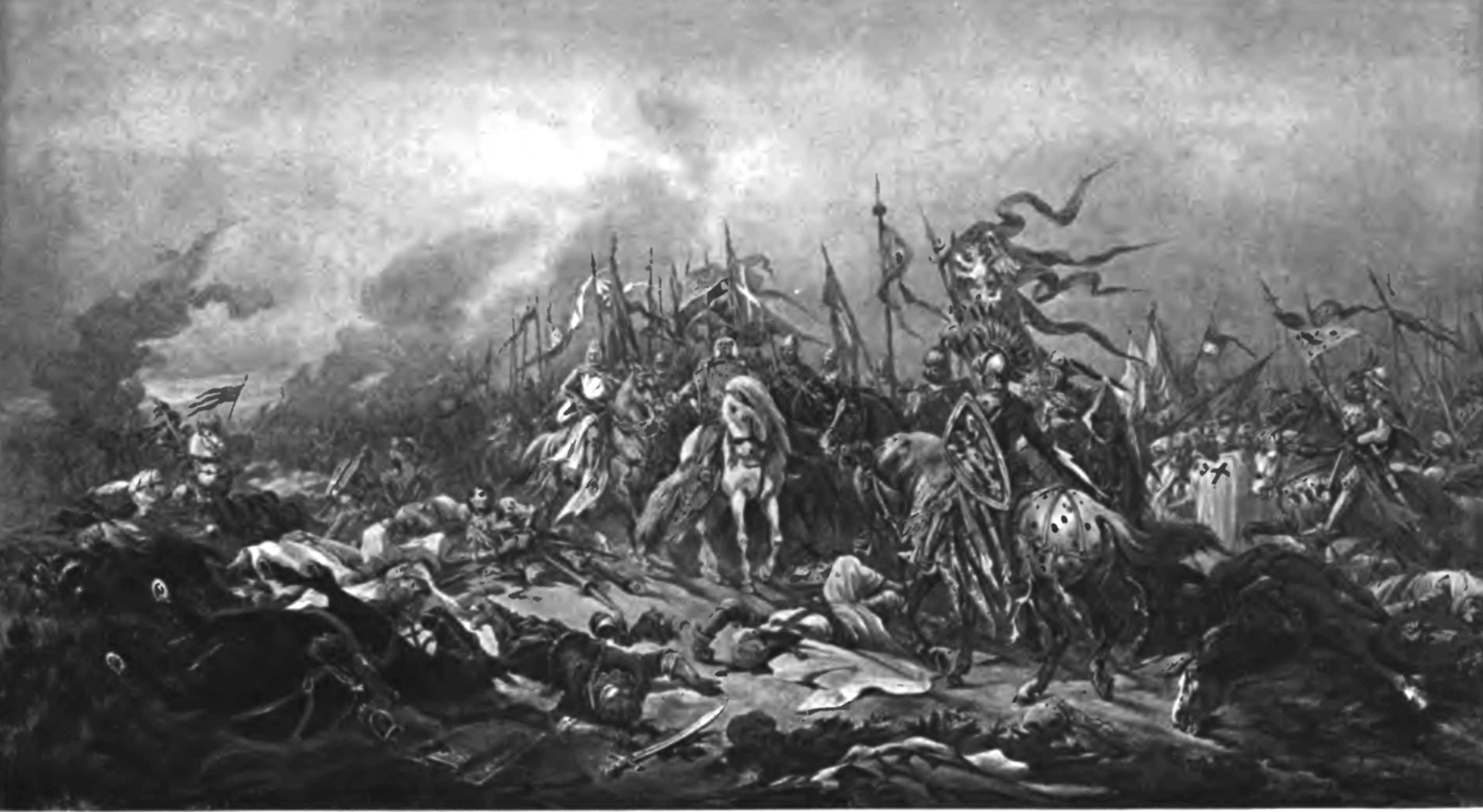
Пловецька битва 1331
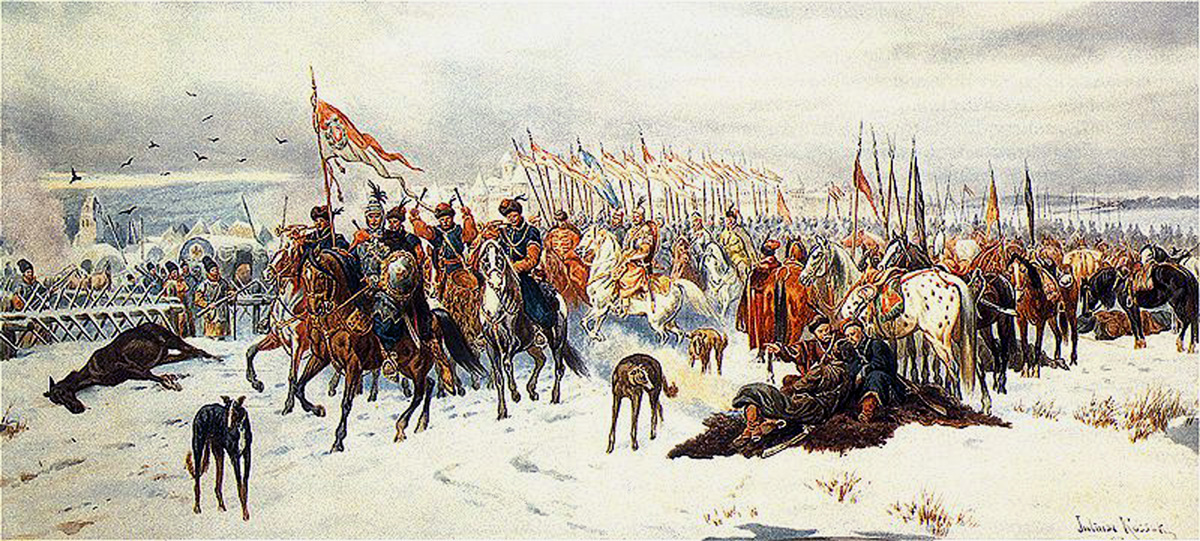
Облога Смоленська
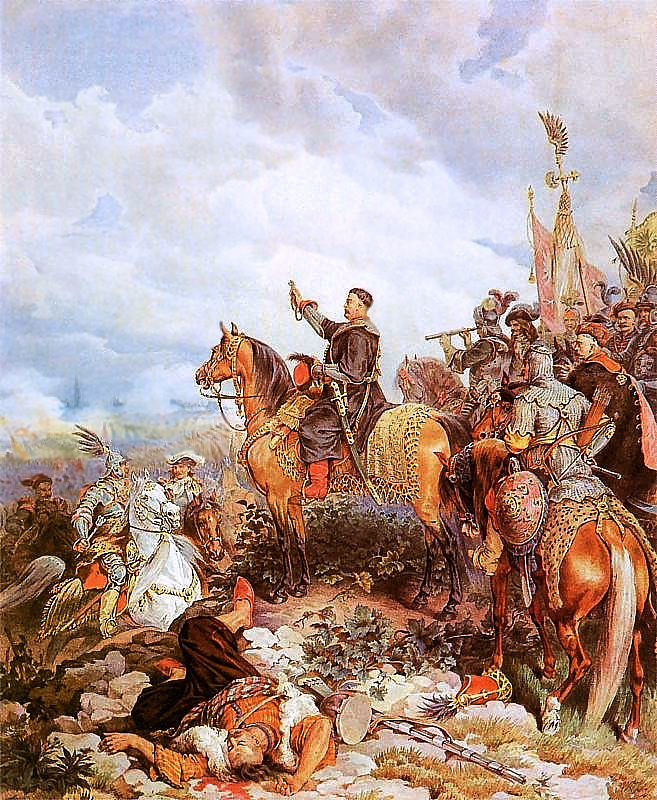
Ян Собеський благословляє польську атаку на турків під Віднем 1683 року
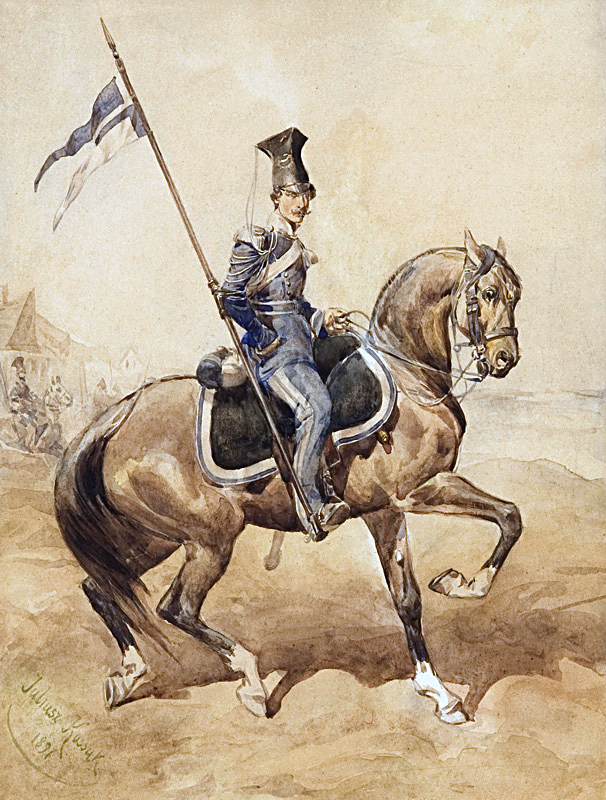
Улан Національної гвардії у Львові 1848 року (1891)